# Gonomyia noctabunda
Gonomyia noctabunda är en tvåvingeart som beskrevs av Alexander 1920. Gonomyia noctabunda ingår i släktet Gonomyia och familjen småharkrankar. Inga underarter finns listade i Catalogue of Life.